# Energía nuclear en Uruguay
El uso de la energía nuclear en Uruguay con fines de generación nucleoeléctrica está prohibido por la ley 16.832 de 1997, pero se autoriza y se utiliza en medicina, industria, usos agrícolas, estudio de las agua, etc.  Uruguay tuvo dos organismos reguladores: el primero fue la Comisión Nacional de Energía Atómica, creada en 1955 (dos años antes que el Organismo Internacional de Energía Atómica) y luego la Autoridad Reguladora Nacional en Radioprotección.
Además, Uruguay contó durante varios años con un reactor nuclear pequeño para investigación y capacitación de personal. Fue donado por Estados Unidos mediante acuerdo tripartito entre ese país, el OIEA y Uruguay en 1964, y puesto en marcha en el edificio del Centro de Investigaciones Nucleares en Malvín Norte en 1978. Fue apagado y desmantelado  por corrosión en 1985  y le retiraron el combustible nuclear que fue devuelto a EE. UU. con los mecanismos de salvaguardia del OIEA en 1998 en presencia de Diva Puig en el Puerto de Montevideo.
Esto influyó en la opinión pública cuando en 1988, durante la primera presidencia de Julio María Sanguinetti, se firmó un acuerdo de cooperación en energía atómica entre Uruguay y Canadá en el que se incluía la construcción de una central nuclear en Paso de los Toros. El anuncio causó movilizaciones sociales y abrió un debate sobre la energía nuclear. Como resultado, el Parlamento no solo no ratificó el acuerdo, sino que aprobó la ley que prohíbe su uso en el país.
La crisis energética de Uruguay llevó a que en 2007, durante la presidencia de Tabaré Vázquez, se reabriera el debate cuando el Poder Ejecutivo creó una comisión multipartidaria dedicada al estudio del empleo de energía nuclear para generar energía eléctrica y la instalación de una central nuclear. El accidente de Fukushima estimuló la discusión en varios ámbitos, desde el político hasta el social. En julio de 2011 el gobierno anunció que Uruguay entraría pronto en la fase 1 de evaluación de la energía nuclear, otorgando 10 millones de pesos uruguayos del presupuesto nacional para contratar asesores especialistas, consultar a la población y relevar los recursos humanos y la tecnología disponible.

## Instituciones
Uruguay tuvo su Comisión Nacional de Energía Atómica (CNEA) en 1955, o sea dos años antes que se estableciera el Organismo Internacional de Energía Atómica. Luego a principios del siglo XX fue Dirección Nacional de Tecnología Nuclear (Diva E. Puig, Centrales Nucleares en la Agenda, Ediciones de la Plaza, Montevideo 2008.)

### Autoridad Reguladora Nacional en Radioprotección
La Autoridad Reguladora Nacional en Radioprotección (ARNR) depende del Ministerio de Industria, Energía y Minería. Fue creada por los artículos 173 y 174 de la ley 17930 del 19 de diciembre de 2005. Es la única en Uruguay que controla las emisiones de radiaciones ionizantes. Cuenta con independencia técnica y profesional y no está vinculada a ninguna institución relacionada con la energía nuclear excepto aquellas que controlan la seguridad de los que están expuestos a las emisiones.

## Comisión Nacional de Energía Atómica
A partir de la ley 15.809 (artículo 342), que creaba la Dirección Nacional de Tecnología Nuclear, la Comisión Nacional de Energía Atómica pasó a estar presidida por el director de la nueva unidad ejecutora, y su cometido pasó a ser asesorar al Poder Ejecutivo en lo concerniente a política nuclear nacional e internacional. En enero de 1996 la Comisión fue fusionada con la Dirección Nacional de Tecnología Nuclear.

## Dirección Nacional de Tecnología Nuclear
La Dirección Nacional de Tecnología Nuclear fue creada por la ley 15.809 en 1986 (art. 340) con la misión de ejecutar el «subprograma "Promoción de la Tecnología Nuclear" del programa 012 "Investigación para la Aplicación de la Energía Atómica", la que tendrá por cometido planificar, coordinar y realizar actividades de promoción de la tecnología nuclear actuando sobre la base de los lineamientos generales establecidos en la Política Nuclear Nacional».

## Centro de Investigaciones Nucleares

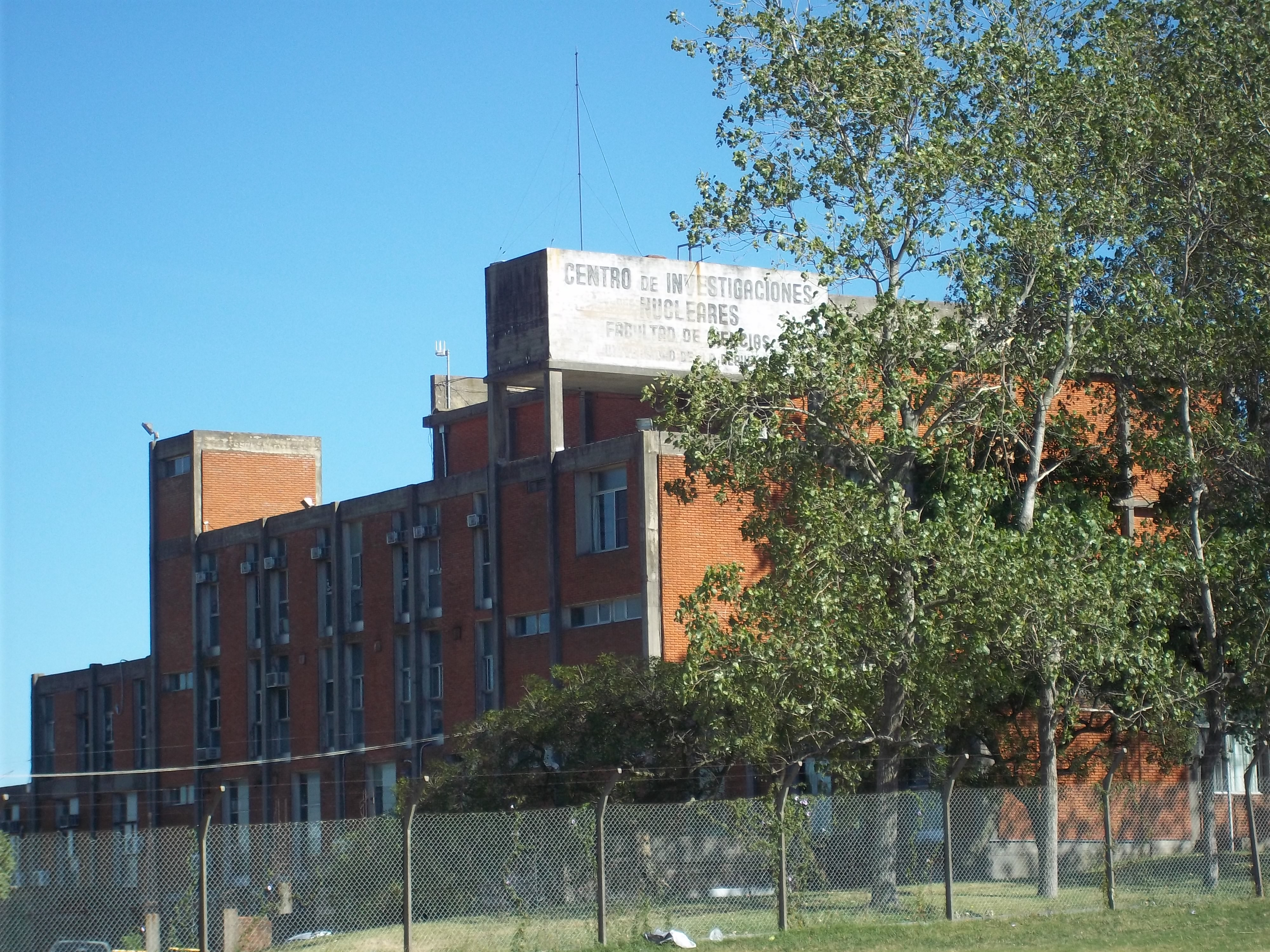
Edificio del Centro de Investigaciones Nucleares.

El Centro de Investigaciones Nucleares (CIN) se creó en 1966 como un instituto de investigación multidisciplinaria, en el marco de un convenio entre la Universidad de la República (Udelar) y la Comisión Nacional de Energía Atómica.
Con la creación de la Facultad de Ciencias de la Udelar en 1990, el Consejo Directivo Central decidió incorporar al instituto dentro del ámbito de dicha Facultad. El CIN es la única infraestructura de Uruguay preparada, equipada y que cuenta con el personal capacitado para el trabajo y manipulación de materiales radiactivos.

## Historia

### Compra e instalación de un reactor nuclear de investigación
En 1964 el gobierno de Estados Unidos organizó en su país la conferencia «Átomos para la Paz», a la que se llevó un pequeño reactor de poca potencia con fines de investigación. Cuando finalizó, el gobierno uruguayo le ofreció comprarlo al estadounidense. Por este motivo ambos gobiernos —con la asistencia del Organismo Internacional de Energía Atómica— firmaron en 1965 un contrato de leasing por el cual Estados Unidos le transfirió a Uruguay 16.049,57 g de uranio —de los que 3.182,63 g eran de uranio-235— con el fin de ser utilizados como combustible en el futuro reactor, y material fisionable consistente en una fuente de neutrones 5-curio-plutonio-Berilio conteniendo 79,98 gramos de plutonio y dos contadores de fisión conteniendo cada uno 1,68 gramos de uranio. En un segundo acuerdo, Estados Unidos le transfirió a Uruguay el reactor y se comprometió a ofrecer asistencia técnica en su instalación. Como contrapartida, Uruguay se obligó a pagar el reactor, las prestaciones por el uso del combustible nuclear y a no transferir este último bajo ninguna circunstancia a terceros estados ajenos al acuerdo. Este fue devuelto a EE. UU..
El reactor de 10 kW  originalmente fue puesto en marcha entre 1959 y 1962 durante la exhibición de la Comisión de Energía Atómica de Estados Unidos para América del Sur, y se instaló en Uruguay en la década de 1970 con fines didácticos, de investigación y capacitación de personal técnico en el edificio del Centro de Investigaciones Nucleares (Malvín Norte). La mitad del edificio estaba destinada reactor, comprado a la empresa Lockheed Nuclear Products de Marietta (Estados Unidos) con una inversión estatal de dos millones de pesos de la época, incluyendo los costos de instalación. Posteriormente Uruguay invirtió otros veinte millones del presupuesto nacional para construir el edificio y ponerlo en funcionamiento. La ley 13.640 en su artículo 259 estableció que el reactor era propiedad del Estado uruguayo y que quedaba bajo la órbita de la Comisión Nacional de Energía Atómica.
Este reactor estuvo operativo desde fines de la década de 1970 hasta 1985, año en el que fue apagado debido a problemas de corrosión; los elementos combustibles fueron removidos del núcleo y puestos en almacenamiento en seco, en espera de ser transportados a Estados Unidos. La instalación de este reactor no tuvo repercusión alguna en la opinión pública.
En el año 1980 al 82 se entrena personal en la Comisión de Energía Atómica en Buenos Aires para certificarlos en la operación de reactores nucleares hasta 100KW con vistas a la ampliación de un segundo reactor nuclear a instalarse en el Hall Central a requerimientos de CNEA, proyecto que nunca prosperó.

### Anuncio de una central nuclear
Un año después del accidente de Goiânia y a dos del de Chernóbil, Uruguay comenzó conversaciones con Canadá durante la primera presidencia de Julio María Sanguinetti que avanzaron hasta la firma de un acuerdo de cooperación en energía atómica entre ambos países en 1988, el cual no fue conocido hasta la Eco Mundial 92. El acuerdo casi fue ratificado en el Parlamento en 1992, durante la presidencia de Luis Alberto Lacalle. Además, se creó un grupo de trabajo para evaluar la posibilidad de utilizar este medio para la generación de electricidad en Uruguay.
Si bien en el acuerdo no se mencionaba la instalación de una central nuclear, en el segundo artículo de un informe sobre el mismo —firmado por todos los sectores políticos y elevado a consideración de la Cámara de Representantes en la sesión ordinaria del 18 de agosto de 1992— establecía que la instalación de centrales nucleares que se pudieran derivar de la aplicación del acuerdo en base al artículo 215 de la Ley N.º 16.226 del 29 de octubre de 1991, requería ser aprobada por ley.
El anuncio de la posible construcción de una central nuclear con préstamos del Organismo Internacional de Energía Atómica en Paso de los Toros en 1992 produjo preocupación y diversas movilizaciones sociales, lo que fue parcialmente atribuido a la cercanía del accidente de Chernóbil. Se realizaron multitudinarias reuniones para informar en la ciudad de Rivera y en la de Tacuarembó, asistiendo a esta última más de 400 personas. Asimismo, la Junta Departamental de Artigas hizo una declaración sobre el asunto y la Junta Local de Paso de los Toros se declaró en contra del proyecto. Incluso los niños de Paso de los Toros enviaron cartas a los senadores y representantes del parlamento uruguayo para que votaran en contra de la instalación de la central nuclear. Unos 6000 habitantes manifestaron en protesta ocupando todo el puente carretero sobre el Río Negro, a la que se sumaron personas tanto en Montevideo como en el interior. Estas acciones sociales se realizaron por los propios ciudadanos sin participación de los partidos políticos. Los movimientos finalizaron con la aprobación en 1997 del artículo 27 de la ley 16.832 que prohíbe el uso de energía nuclear en el país.

### Ley 16.832 y desmantelamiento del reactor
A partir de la entrada en vigencia de la ley el reactor del CIN fue desactivado, desmantelado y devuelto a los Estados Unidos. Posteriormente, se asignó una partida única de un millón doscientos mil pesos uruguayos del presupuesto del gobierno uruguayo del año 2001 para el desarmado de las instalaciones que albergaban al reactor y para la gestión y almacenamiento de residuos radioactivos provenientes de actividades realizadas con el dispositivo. Desde entonces las instalaciones del centro destinadas a alojarlo permanecen vacías.
En 2004 el senador Sergio Abreu presentó un proyecto de ley para derogar esta ley para que se pudiera investigar la viabilidad del uso de la energía nuclear, pero no prosperó.
No hubo mayor referencia en el ámbito estatal sobre la cuestión nuclear sino hasta el 2007, cuando el Poder Ejecutivo durante la presidencia de Tabaré Vázquez creó una comisión multipartidaria dedicada al estudio del empleo de energía nuclear para generar energía eléctrica, siguiendo las normativas recomendadas por la Organización Internacional de Energía Atómica. Esto reabrió el debate nacional sobre la energía nuclear y la conveniencia de instalar una planta nuclear debido a la crisis energética del país.

### Nuevos debates
Al renacer el tema surgieron opiniones de expertos, políticos, medios y militares. Según Diva Puig,Dra.en Derecho y Ciencias Sociales y Doctora en Diplomacia y experta y  consultora en energía nuclear del OIEA, «tiene que haber una información de arriba hacia abajo, que no quede excluido ningún sector de la sociedad». Justo Laiz, director del CIN coincidió con ella: «No estoy de acuerdo con que este tema sea sobre una base solamente política» porque «los temas de energía deben ser parte de las discusiones y decisiones científicas».
Sobre la instalación de una posible planta de energía nuclear, Puig comentó: "Como Uruguay está en el mundo, no veo otra alternativa para producir energía a gran escala". Laiz por su parte afirma: «Una central de energía nuclear tiene muchas ventajas, tiene cero contaminación ambiental, pero tiene un riesgo y antes de tomar la decisión se debe estudiar si un país tiene las condiciones para brindar un sistema máximo de seguridad. En energía nuclear no se puede descartar ningún posible riesgo».
Para Hinia Balter, directora del Centro de Energía Nuclear de la Facultad de Ciencias, "Con un reactor se cubriría la demanda y quizás hasta se pueda vender energía a países limítrofes(...) [U]na planta nuclear es mucho menos contaminante que una térmica" y la basura radiactiva que producen se puede "contener, blindar y almacenar de forma segura, siguiendo determinados protocolos".
El proceso de instalar la planta y capacitar al personal tomaría entre diez y quince años y tenía en 2008 un costo aproximado a los 3500 millones de euros. Requeriría capacitación en áreas variadas como física e ingeniería nuclear, abogados en la materia y tener un reactor de investigación como el que funcionaba en la década de 1970 para entrenar al personal. Uno de los problemas se centra en la total carencia de profesionales entrenados en la materia que estén actualizados. El OIEA ayuda a los países aportando expertos y capacitación si un Estado decide crear una central de energía atómica con todas las garantías.
Al 2010, ninguno de los miembros del Tribunal Ciudadano se expresó a favor de la posibilidad de iniciar un plan nucleoeléctrico a partir del 2030; sin embargo dijeron que la aceptarían si los avances tecnológicos minimizan el riesgo asociado al emprendimiento, o si futuros estudios proveen información local actualmente no disponible.
El tema volvió a ser centro del debate ciudadano luego del accidente de Fukushima. En julio de 2011 el gobierno anunció que Uruguay entraría pronto en la fase 1 de evaluación de la energía nuclear. El presupuesto para financiar la etapa, de 10 millones de pesos fue aprobado en el presupuesto nacional y estaba dirigido a la contratación de asesores especialistas mediante licitación. Otros objetivos son relevar los recursos humanos y la tecnología disponible y consultar a la población.
Por otra parte, para un país poco poblado como Uruguay, los mencionados costos no son rentables del todo debido a la escala de la economía local. Asimismo, la creciente inversión en energías renovables y la exploración de la presencia de petróleo en Uruguay han llevado a que el debate nuclear pase a segundo plano. Según Ramón Méndez, 

Bueno, parece bastante claro. Por dos razones. Por un lado, cuando se inicia la discusión en 2007-2008, todo esto no estaba. Y no había una política a 20 años acordada con los partidos políticos. No sabíamos que podíamos ser tan exitosos en la producción de energías renovables a precios tan competitivos. O sea que la foto cambió. En segundo lugar, ocurrió Fukushima. Y hay dos cosas importantes. Primero, de los cincuenta y pico países del mundo que estaban analizando la opción nuclear, quedaron dos o tres nada más y no han tomado decisión. Países que eran nucleares están retirando la energía nuclear, como Alemania y muchos otros. Pero otra consecuencia fue que, desde la percepción de los inversores, la energía nuclear dejó de ser atractiva. Es un alto riesgo, porque más allá de que en Fukushima no haya habido muertos, que es verdad, se inutilizaron cuatro reactores que valían US$ 20.000 millones.
Ramón Méndez, director de la Dirección Nacional de Energía y Tecnología Nuclear

## Legislación
Ya en 1937 había legislación en la materia, respecto a otorgar beneficios jubilatorios a personas que en razón de su trabajo deban realizar tareas que las expongan a radiaciones de rayos X o al radio, o que deban manipular dichos elementos.
En 1997 se promulgó la ley N.º 16.832, «Actualización del Sistema Eléctrico Nacional y creación de la Unidad Reguladora de la Energía», que en su artículo 27 estableció la prohibición del uso de energía nuclear en Uruguay, de la siguiente forma:

Artículo 27.- Prohíbase el uso de energía de origen nuclear en el territorio nacional. Ningún agente del mercado mayorista de energía eléctrica podrá realizar contratos de abastecimiento de energía eléctrica con generadores nucleares ni con generadores extranjeros cuyas plantas contaminen el territorio nacional.

También se promulgó la ley N.º 19.056 de «Protección y Seguridad Radiológicas de Personas, Bienes y Medio Ambiente», que como lo indica su nombre, tiene el propósito de establecer parámetros generales de prevención y procedimientos con el fin de «asegurar la protección y la seguridad radiológica en cuanto a la protección del personal ocupacionalmente expuesto, al del público en general, a los bienes y al del medio ambiente, de los efectos negativos de las radiaciones, evitando riesgos y daños radioinducidos o mitigando los mismos, asegurándose asimismo la protección física de las fuentes e instalaciones».
En el marco de las obligaciones asumidas internacionalmente por el país, Uruguay suscribió o ratificó los siguientes tratados en materia de energía nuclear y afines:
- Tratado de Tlatelolco para la Proscripción de las Armas Nucleares en América Latina, suscrito el 14 de febrero de 1967 en México D.F. y ratificado por la ley N.º 13.669 del 1° de julio de 1968.[42]
- Tratado de No Proliferación de Armas Nucleares de 1968, ratificado por la ley 13.859 del 4 de junio de 1970,[42] y su protocolo facultativo.[43]
- Convención sobre la Pronta Notificación de Accidentes Nucleares y la Convención sobre Asistencia en Caso de Accidente Nuclear o Emergencia Radiológica, ambas aprobadas por la Conferencia General del Organismo Internacional de Energía Atómica el 29 de setiembre de 1986 y ratificadas por la ley 16.075 del 11 de octubre de 1989.[44]
- Convención de Viena sobre Responsabilidad Civil por Daños Nucleares y el Protocolo Facultativo para Solución Obligatoria de Controversias de esta convención, ambas de Viena de 1963, suscribiéndose mediante la ley 17.051 del 14 de diciembre de 1998.[45]
- Tratado de Prohibición Completa de los Ensayos Nucleares de Nueva York, suscrito el 24 de setiembre de 1996 y ratificado por ley 17.348 del 13 de junio de 2001.[46]
- Convención sobre Seguridad Nuclear adoptada en Viena el 23 de septiembre de 1994 y ratificada por ley 17.588 del 29 de noviembre de 2002.[47]
- Convención sobre la Protección Física de los Materiales Nucleares del 26 de octubre de 1979, ratificada por ley 17.680 del 1 de agosto de 2003.[48]
- Convención Conjunta sobre Seguridad en la Gestión del Combustible Gastado y Seguridad en la Gestión de los Desechos Radiactivos de Viena del 5 de septiembre de 1997, aprobada por ley 17.910 del 17 de octubre de 2005.[49]

## Centrales nucleares cercanas en el extranjero
Por su cercanía, el gobierno de Uruguay sigue de cerca la situación de la planta nuclear Atucha I, ubicada a 72 kilómetros de Nueva Palmira, a 136 kilómetros de Colonia del Sacramento y a 300 de Montevideo, y que comenzó a funcionar en 1974.

## Encuestas de opinión
Entre octubre de 2010 y marzo de 2011, la consultora Factum realizó una encuesta a una muestra de la población general acerca de su acuerdo o desacuerdo sobre la instalación de una planta nuclear de generación de energía en el territorio uruguayo y su «sentimiento» ante estas centrales nucleares, la primera de ellas en octubre de 2010, antes del accidente nuclear de Fukushima I y la segunda luego de este incidente, en marzo de 2011.
De éstas, se obtuvieron los siguientes datos:
| Instalación de centrales nucleares (antes del incidente de Fukushima I) | Instalación de centrales nucleares (después del incidente de Fukushima I) |
|                                                                         |                                                                           |